# Samuel Oum Gouet
Samuel Yves Oum Gouet (* 14. Dezember 1997) ist ein kamerunischer Fußballspieler.

## Karriere

### Verein
Oum Gouet begann seine Karriere in der APEJES Academy. Mit APEJES konnte er 2016 den kamerunischen Pokal gewinnen.
Im August 2017 wechselte er zum österreichischen Bundesligisten SCR Altach, bei dem er einen bis Juni 2020 gültigen Vertrag erhielt. In vier Spielzeiten in Altach kam er insgesamt zu 98 Einsätzen in der Bundesliga, in denen er fünf Tore erzielte.
Zur Saison 2021/22 wechselte er nach Belgien zum KV Mechelen, bei dem er einen bis Juni 2024 laufenden Vertrag erhielt. In seiner ersten Saison bestritt er für Mechelen 31 von 39 möglichen Ligaspiele und drei Pokalspiele.
Ab 2023 spielte er ein Jahr lang beim Schweizer Erstligisten Yverdon Sport FC, für den er neun Ligaspiele bestritt. Im Sommer 2024 wechselte er zum rumänischen Erstligisten FC Politehnica Iași.

### Nationalmannschaft
Oum Gouet debütierte im Januar 2016 für die kamerunische Nationalmannschaft, als er im Testspiel gegen Ruanda in der Startelf stand und durchspielte. Im selben Monat nahm er mit Kamerun an der African Nations Championship teil. Dort kam er mit seiner Mannschaft bis ins Viertelfinale, wo man aber gegen die Elfenbeinküste ausschied. Oum Gouet kam in jedem Spiel der Kameruner zum Einsatz.
Mit der kamerunischen U-20-Auswahl nahm er 2017 an der U-20-Afrikameisterschaft teil, bei der Kamerun in der Gruppenphase als Dritter der Gruppe B ausschied. Oum Gouet wurde in jeder Partie eingesetzt. Er nahm ab November 2018 mit der kamerunischen U23-Nationalmannschaft an Qualifikationsspielen für den afrikanischen Cup der Kategorie teil und spielte über die vollen 90 Minuten beide Spiele gegen Tschad als Kapitän. Mit der A-Nationalmannschaft nahm er am infolge der COVID-19-Pandemie erst 2022 ausgetragenen Afrika-Cup 2021 teil. Er spielte in fünf von sieben Spielen und erreichte schließlich im Elfmeterschießen gegen Burkina Faso Platz 3.
Mit der A-Nationalmannschaft nahm er an der Weltmeisterschaft 2022 teil und kam dort zu zwei Einsätzen, ehe die Mannschaft nach der Gruppenphase aus dem Turnier ausschied.